# Gerhard Wagner (Politiker)
Gerhard Wagner (* 2. November 1922 in Zwickau; † nach 1976) war ein deutscher Berufsschuldirektor und Politiker der DDR-Blockpartei Liberal-Demokratische Partei Deutschlands (LDPD).

## Leben
Wagner stammte aus dem Freistaat Sachsen und war der Sohn eines Bauern. Nach dem Besuch der Volksschule ging er von 1937 bis 1940 an die Landwirtschaftsschule in Zwickau. Im Anschluss wurde er zur deutschen Wehrmacht eingezogen. Gegen Ende des Krieges geriet er in Gefangenschaft. Von 1947 bis 1948 besuchte Wagner die Fachschule für Landwirtschaft in Meißen und wurde 1950 Schuldirektor. Von 1956 bis 1961 studierte er an den Universitäten Rostock und Leipzig und wurde Diplom-Landwirt. Ab 1960 war er als Oberlehrer tätig und studierte von 1961 bis 1962 Pädagogik an der Karl-Marx-Universität Leipzig. Er wurde Direktor der Landwirtschaftlichen Berufsschule Rostock-Dierkow.

## Politik
Wagner wurde 1948 Mitglied der LDPD und war ab 1961 Abgeordneter des Kreistages Rostock-Land und Vorsitzender der Ständigen Kommission für Arbeit, Berufsberatung und Berufslenkung.
In den drei Wahlperioden von 1963 bis 1976 war er Mitglied der LDPD-Fraktion in der Volkskammer der DDR.